# 1945 w muzyce
Wydarzenia muzyczne w 1945 roku.

## Urodzili się
- 2 stycznia – Terje Bjørklund, norweski pianista i kompozytor jazzowy (zm. 2024)
- 3 stycznia – Stephen Stills, amerykański muzyk folk-rockowy
- 4 stycznia
  - Patricio Renán, chilijski piosenkarz (zm. 2022)
  - Gunnar Þórðarson, islandzki kompozytor, piosenkarz i gitarzysta
- 6 stycznia – Walter Franco, brazylijski piosenkarz i kompozytor (zm. 2019)
- 12 stycznia – Anatolij Ponomarienko, rosyjski śpiewak operowy (baryton) (zm. 2020)
- 14 stycznia – Adiss Harmandian, amerykański piosenkarz, pochodzenia libańsko-ormiańskiego (zm. 2019)
- 15 stycznia – Maksim Dunajewski, rosyjski kompozytor
- 17 stycznia
  - William Hart, amerykański piosenkarz R&B i soul, muzyk zespołu The Delfonics (zm. 2022)
  - Iwan Karabyć, ukraiński kompozytor, dyrygent, pedagog, Ludowy Artysta Ukrainy (zm. 2002)
- 18 stycznia – Krzysztof Logan Tomaszewski, polski pisarz, reporter, autor tekstów piosenek, scenarzysta
- 26 stycznia – Jacqueline du Pré, angielska wiolonczelistka (zm. 1987)
- 31 stycznia – Noah Creshevsky, amerykański kompozytor (zm. 2020)
- 6 lutego
  - Ahmed Achour, tunezyjski kompozytor i dyrygent (zm. 2021)
  - Bob Marley, legenda muzyki reggae (zm. 1981)
- 9 lutego – Gérard Lenorman, francuski piosenkarz
- 13 lutego – Keith Nichols, angielski multiinstrumentalista jazzowy (zm. 2021)
- 15 lutego – Edward Vesala, fiński perkusista, awangardowy kompozytor jazzowy, aranżer (zm. 1999)
- 17 lutego – Ulla Pia, duńska piosenkarka (zm. 2020)
- 18 lutego – Jacek Bukowski, polski poeta i autor tekstów piosenek
- 19 lutego – Jurij Antonow, rosyjski piosenkarz i kompozytor
- 21 lutego – Katarzyna Sobczyk, polska piosenkarka (zm. 2010)
- 22 lutego – Oliver, amerykański piosenkarz (zm. 2000)
- 24 lutego – Steve Berrios, amerykański perkusista latin jazzowy (zm. 2013)
- 1 marca – Svenne Hedlund, szwedzki piosenkarz popowy (zm. 2022)
- 2 marca – Derek Watkins, angielski trębacz jazzowy (zm. 2013)
- 6 marca – Adam Zwierz, polski śpiewak operowy (bas)
- 7 marca – Arthur Lee, amerykański muzyk rockowy, pionier psychodelicznego rocka; wokalista, twórca piosenek i gitarzysta, lider grupy Love (zm. 2006)
- 10 marca – Ladislav Štaidl, czeski muzyk, kompozytor i producent muzyczny (zm. 2021)
- 12 marca – George Jackson, amerykański piosenkarz soul, R&B i pop; twórca piosenek (zm. 2013)
- 13 marca – Julia Migenes, amerykańska śpiewaczka operowa (sopran)
- 17 marca – Elis Regina, brazylijska piosenkarka (zm. 1982)
- 18 marca
  - Bobby Solo, włoski piosenkarz
  - Eric Woolfson, szkocki piosenkarz i autor tekstów, współzałożyciel The Alan Parsons Project (zm. 2009)
- 22 marca – James Maraniss, amerykański librecista operowy, tłumacz, pedagog (zm. 2022)
- 23 marca
  - Franco Battiato, włoski piosenkarz, autor, malarz, reżyser
  - Antoni Krupa, polski muzyk, kompozytor, dziennikarz i publicysta (zm. 2024)
- 24 marca – Ola Håkansson, szwedzki wokalista, kompozytor i producent muzyczny
- 26 marca – Volker Scherliess, niemiecki muzykolog (zm. 2022)
- 27 marca – Artur Paciorkiewicz, polski skrzypek kameralista
- 29 marca – Paweł Perliński, polski muzyk, pianista
- 30 marca – Eric Clapton, brytyjski gitarzysta rockowo-bluesowy oraz wokalista
- 31 marca – Heather Wood, angielska piosenkarka folkowa (zm. 2024)
- 1 kwietnia – John Barbata, amerykański perkusista rockowy (zm. 2024)
- 2 kwietnia – Richard Taruskin, amerykański muzykolog, muzyk i krytyk muzyczny (zm. 2022)
- 3 kwietnia – Catherine Spaak, francuska i włoska aktorka i piosenkarka (zm. 2022)
- 4 kwietnia – Leszek Żądło, polski saksofonista, flecista i kompozytor jazzowy
- 9 kwietnia – Steve Gadd, amerykański muzyk, kompozytor i perkusista
- 10 kwietnia – Shirley Walker, amerykańska kompozytorka i dyrygentka (zm. 2006)
- 12 kwietnia
  - Wojciech Krolopp, polski dyrygent i baryton, kierowniki artystyczny Poznańskiego Chóru Chłopięcego (zm. 2013)
  - Ann Rabson, amerykańska pianistka i gitarzystka bluesowa, współzałożycielka Saffire – The Uppity Blues Women (zm. 2013)
- 13 kwietnia – Bogdana Zagórska, polska piosenkarka
- 14 kwietnia
  - Tony Astarita, włoski piosenkarz pop (zm. 1998)
  - Ritchie Blackmore, brytyjski gitarzysta rockowy
- 15 kwietnia – Liam O’Flynn, irlandzki muzyk folkowy, dudziarz (zm. 2018)
- 16 kwietnia – Johnny Sandlin, amerykański producent muzyczny (zm. 2017)
- 20 kwietnia – Jimmy Winston, brytyjski muzyk i aktor, członek Small Faces (zm. 2020)
- 24 kwietnia
  - Robert Knight, amerykański piosenkarz soulowy (zm. 2017)
  - Dick Rivers, francuski piosenkarz rock and rollowy (zm. 2019)
- 25 kwietnia – Björn Ulvaeus, szwedzki autor tekstów piosenek, kompozytor, gitarzysta i wokalista
- 29 kwietnia – Hugh Hopper, brytyjski muzyk, legenda jazzu, lider grupy Soft Machine (zm. 2009)
- 30 kwietnia
  - Michel Bühler, szwajcarski piosenkarz i pisarz (zm. 2022)
  - Lara Saint Paul, włoska piosenkarka (zm. 2018)
- 1 maja
  - Rita Coolidge, amerykańska piosenkarka i aktorka pochodzenia czirokeskiego
  - Wasyl Zinkewycz, ukraiński śpiewak estradowy (tenor)
- 5 maja – Beniamin Vogel, polski muzykolog
- 8 maja – Keith Jarrett, amerykański pianista i kompozytor muzyki jazzowej i poważnej
- 9 maja – Pawieł Słobodkin, rosyjski kompozytor (zm. 2017)
- 12 maja
  - Nicky Henson, brytyjski aktor i kompozytor (zm. 2019)
  - Ian McLagan, angielski keyboardzista i gitarzysta rockowy (zm. 2014)
- 13 maja
  - Lasse Berghagen, szwedzki piosenkarz (zm. 2023)
  - Lou Marini, amerykański saksofonista, kompozytor i aranżer
  - Ginny Redington, amerykańska autorka tekstów i performer, kompozytor jingli i muzyki korporacyjnej (zm. 2022)
- 14 maja – Grigorij Żyslin, rosyjski skrzypek, altowiolista i pedagog (zm. 2017)
- 16 maja – Nicky Chinn, angielski producent muzyczny i autor piosenek
- 23 maja – Minoru Nojima, japoński pianista i pedagog muzyczny (zm. 2022)
- 24 maja – Terry Callier, amerykański gitarzysta i piosenkarz jazzowy, soulowy i folkowy (zm. 2012)
- 28 maja – John Fogerty, amerykański wokalista, gitarzysta i kompozytor, członek zespołu Creedence Clearwater Revival[1]
- 29 maja – Gary Brooker, angielski wokalista, kompozytor i klawiszowiec, lider zespołu Procol Harum (zm. 2022)
- 1 czerwca – Frederica von Stade, amerykańska śpiewaczka operowa (mezzosopran)
- 4 czerwca – Anthony Braxton, amerykański kompozytor, saksofonista, klarnecista, flecista, pianista i filozof
- 6 czerwca – Jan Kaczmarek, polski satyryk, autor piosenek, aktor Kabaretu Elita (zm. 2007)
- 7 czerwca
  - Billy Butler, amerykański wokalista soul (zm. 2015)
  - Enrico Montesano, włoski aktor, prezenter telewizyjny, piosenkarz, polityk
- 8 czerwca – Steven Fromholz, amerykański komik, piosenkarz i autor tekstów (zm. 2014)
- 9 czerwca – Mick Goodrick, amerykański gitarzysta jazzowy (zm. 2022)
- 10 czerwca – Martin Wesley-Smith, australijski kompozytor muzyki klasycznej (zm. 2019)
- 14 czerwca – Stu James, angielski wokalista i gitarzysta zespołu The Mojos, wydawca muzyczny (zm. 2023)
- 16 czerwca – John Dawson, amerykański wokalista, kompozytor i gitarzysta (zm. 2009)
- 17 czerwca – Krystyna Pawlaczyk-Baśkiewicz, polska piosenkarka, wokalistka zespołu Filipinki (zm. 2000)
- 20 czerwca – Maria Guinot, portugalska piosenkarka, uczestniczka Eurowizji (1984) (zm. 2018)
- 22 czerwca – Miko Mission, właśc. Pier Michele Bozzetti, włoski piosenkarz italo disco
- 25 czerwca – Carly Simon, amerykańska piosenkarka i kompozytorka
- 27 czerwca – Joey Covington, amerykański perkusista rockowy (zm. 2013)
- 1 lipca
  - Debbie Harry, amerykańska piosenkarka i aktorka
  - Linda Scott, amerykańska piosenkarka pop
- 6 lipca – Harry J, jamajski muzyk reggae, producent nagrań (zm. 2013)
- 14 lipca
  - Jim Gordon, amerykański perkusista rockowy (zm. 2023)
  - Peter Klatzow, południowoafrykański kompozytor i pianista (zm. 2021)
  - Zbigniew Sztyc, polski saksofonista (zm. 2015)
- 16 lipca – Notis Mawrudis, grecki gitarzysta i kompozytor (zm. 2023)
- 17 lipca
  - Mirosław Jastrzębski, polski kompozytor, muzyk (zm. 2024)
  - Aleksiej Rybnikow, rosyjski kompozytor
- 19 lipca – Janusz Nowotarski, polski klarnecista i saksofonista jazzowy (zm. 2024)
- 20 lipca – Kim Carnes, amerykańska wokalistka i autorka tekstów
- 21 lipca – Rosie Hamlin, amerykańska piosenkarka (zm. 2017)
- 28 lipca – Mikołaj Szczęsny, polski pianista, pedagog muzyczny, muzykolog, krytyk muzyczny, publicysta i historyk muzyczny (zm. 2010)
- 29 lipca
  - Joe Beck, amerykański gitarzysta jazzowy (zm. 2008)
  - Mike Garson, amerykański pianista jazzowy i muzyk studyjny
- 30 lipca – David Sanborn, amerykański saksofonista popowo-jazzowy; sześciokrotny zdobywca Nagrody Grammy (zm. 2024)
- 1 sierpnia
  - Tudor Gheorghe, rumuński wokalista i aktor
  - Jadwiga Has, polska poetka i dramatopisarka, autorka tekstów piosenek, scenarzystka, aktorka (zm. 2017)
- 3 sierpnia – Joseph Herter, polsko-amerykański dyrygent, pedagog muzyczny, propagator arcydzieł orkiestrowych i chóralnych (zm. 2019)
- 7 sierpnia – Teofil Lisiecki, polski kontrabasista jazzowy, muzyk zespołu Jazz Band Ball Orchestra (zm. 2022)
- 8 sierpnia – Guy Bonnet, francuski piosenkarz, autor tekstów, kompozytor (zm. 2024)
- 14 sierpnia
  - Valerie Gell, brytyjska gitarzystka rhythm and blues, współzałożycielka żeńskiej grupy The Liverbirds (zm. 2016)
  - Mus Mulyadi, indonezyjski piosenkarz (zm. 2019)
- 16 sierpnia – Sheila, francuska piosenkarka
- 19 sierpnia – Ian Gillan, brytyjski wokalista hardrockowy, muzyk Deep Purple
- 21 sierpnia
  - Pekka Airaksinen, fiński kompozytor muzyki elektronicznej (zm. 2019)
  - Basil Poledouris, amerykański kompozytor muzyki filmowej (zm. 2006)
  - Walentyna Węgrzyn-Klisowska, polski muzykolog, teoretyk i krytyk muzyczny
- 23 sierpnia – Pete Fornatale, amerykański dziennikarz radiowy, disc jockey (zm. 2012)
- 25 sierpnia – Ryszarda Racewicz, polska śpiewaczka operowa (mezzosopran) (zm. 2008)
- 29 sierpnia – Zdzisława Sośnicka, polska piosenkarka
- 30 sierpnia – Siegfried Lorenz, niemiecki śpiewak operowy (baryton), wykładowca akademicki (zm. 2024)
- 31 sierpnia – Van Morrison, północnoirlandzki kompozytor, piosenkarz rockowy i instrumentalista, poeta
- 2 września – Henry Arland, niemiecki klarnecista i kompozytor
- 4 września – Christopher Fifield, angielski dyrygent, historyk muzyki klasycznej, muzykolog (zm. 2025)
- 5 września – Michał Rybczyński, polski muzykolog, redaktor muzyczny Polskiego Radia (zm. 2011)
- 6 września – Petr Novák, czeski wokalista i kompozytor muzyki popularnej (zm. 1997)
- 8 września
  - Kelly Groucutt, brytyjski gitarzysta basowy i wokalista grupy rockowej Electric Light Orchestra (zm. 2009)
  - Ron McKernan, współzałożyciel, keyboardzista i wokalista Grateful Dead (zm. 1973)
- 9 września – Doug Ingle, amerykański organista rockowy, kompozytor i wokalista; założyciel zespołu Iron Butterfly (zm. 2024)
- 10 września – José Feliciano, portorykański kompozytor, autor tekstów i gitarzysta
- 12 września – David Garrick, brytyjski piosenkarz (zm. 2013)
- 15 września – Jessye Norman, amerykańska śpiewaczka (sopran dramatyczny) (zm. 2019)
- 18 września
  - Roman Jabłoński, polski wiolonczelista i pedagog
  - P.F. Sloan, amerykański piosenkarz i autor piosenek (zm. 2015)
- 20 września – Sweet Pea Atkinson, amerykański piosenkarz R&B (zm. 2020)
- 25 września – Dee Dee Warwick, amerykańska wokalistka soulowa (zm. 2008)
- 26 września
  - Gal Costa, brazylijska piosenkarka pop (zm. 2022)
  - Bryan Ferry, angielski piosenkarz, muzyk i kompozytor
- 30 września
  - Christian Reim, norweski pianista i organista jazzowy, kompozytor (zm. 2025)
  - Ralph Siegel, niemiecki kompozytor
- 2 października – Don McLean, amerykański muzyk folkowy; piosenkarz, gitarzysta i kompozytor
- 5 października
  - Brian Connolly, brytyjski wokalista, członek zespołu Sweet (zm. 1997)
  - Stephen Gottlieb, brytyjski lutnik (zm. 2014)
- 6 października
  - Ivan Graziani, włoski piosenkarz i kompozytor muzyki pop (zm. 1997)
  - Pete Shutler, angielski akordeonista folkowy (zm. 2014)
- 13 października – Christophe, francuski piosenkarz, pianista, autor piosenek (zm. 2020)
- 20 października
  - Claes-Göran Hederström, szwedzki piosenkarz (zm. 2022)
  - Irena Woźniacka, polska piosenkarka (zm. 2023)
- 22 października – Leslie West, amerykański wokalista i gitarzysta, członek zespołu Mountain (zm. 2020)
- 23 października
  - Rosa Lee Hawkins, amerykańska piosenkarka, współzałożycielka zespołu The Dixie Cups (zm. 2022)
  - Kim Larsen, duński muzyk rockowy (zm. 2018)
- 25 października – Tessa Watts, angielska producentka muzyczna i filmowa (zm. 2014)
- 27 października
  - Arild Andersen, norweski muzyk jazzowy, kompozytor i basista
  - Dick Dodd, amerykański wokalista, lider rockowej grupy The Standells (zm. 2013)
- 28 października – Wayne Fontana, angielski piosenkarz (zm. 2020)
- 31 października – Claire Gibault, francuska dyrygent i polityk
- 2 listopada – J.D. Souther, amerykański piosenkarz, aktor, autor tekstów piosenek (zm. 2024)
- 4 listopada – Władimir Zotkin, rosyjski kompozytor, muzykolog, pedagog (zm. 2019)
- 7 listopada – Waldjinah, indonezyjska śpiewaczka wykonująca muzykę kroncong
- 8 listopada – Don Murray, amerykański perkusista, członek zespołu The Turtles (zm. 1996)
- 11 listopada – Iwan Ponomarienko, ukraiński śpiewak operowy (baryton) (zm. 2019)
- 12 listopada – Neil Young, kanadyjski gitarzysta, wokalista, kompozytor rockowy i autor tekstów piosenek
- 15 listopada
  - Anni-Frid Lyngstad, szwedzka piosenkarka, wokalistka grupy ABBA
  - Ferdi Tayfur, turecki piosenkarz i aktor (zm. 2025)
- 16 listopada
  - Teenie Hodges, amerykański gitarzysta soulowy (zm. 2014)
  - Paul Raymond, angielski klawiszowiec i gitarzysta, członek zespołu UFO (zm. 2019)
- 17 listopada – Jerzy Kordowicz, polski dziennikarz radiowy, publicysta, realizator, popularyzator muzyki elektronicznej
- 19 listopada – Peter Cropper, brytyjski skrzypek (zm. 2015)
- 21 listopada – Jan Budziaszek, polski perkusista
- 23 listopada – Andrzej Bieżan, polski pianista, kompozytor, performer (zm. 1983)
- 27 listopada – Randy Brecker, amerykański trębacz jazzowy i flugelhornista
- 30 listopada – Radu Lupu, rumuński pianista (zm. 2022)
- 1 grudnia – Bette Midler, amerykańska aktorka, producentka, scenarzystka, kompozytorka i wokalistka
- 3 grudnia – Krystyna Sadowska-Nizowicz, polska piosenkarka, wokalistka grupy wokalnej Filipinki (zm. 2012)
- 4 grudnia
  - Rauf Dhomi, albański kompozytor i dyrygent
  - Henk Leeuwis, holenderski piosenkarz (zm. 2022)
- 5 grudnia – Geoff Emerick, angielski inżynier dźwięku i producent muzyczny, współpracownik zespołu The Beatles (zm. 2018)
- 8 grudnia – Maryla Rodowicz, polska piosenkarka i aktorka serialowa
- 10 grudnia – Marek Grechuta, polski piosenkarz, poeta, kompozytor (zm. 2006)
- 12 grudnia
  - Gene Tyranny, amerykański kompozytor i pianista awangardowy (zm. 2020)
  - Tony Williams, amerykański perkusista jazzowy (zm. 1997)
- 14 grudnia – Stanley Crouch, amerykański poeta, krytyk muzyczny i kulturalny, felietonista, prozaik i biograf (zm. 2020)
- 16 grudnia – Marc Ellington, brytyjski muzyk country (zm. 2021)
- 23 grudnia – Georges Aperghis, grecki kompozytor muzyki współczesnej
- 24 grudnia
  - Lemmy Kilmister, brytyjski wokalista, autor tekstów i basista rockowych formacji Hawkwind oraz Motörhead (zm. 2015)
  - Eva María Zuk, meksykańska pianistka polskiego pochodzenia (zm. 2017)
- 25 grudnia
  - Michaił Jurowski, radziecki i niemiecki dyrygent (zm. 2022)
  - Noel Redding, brytyjski basista, znany ze współpracy z Jimim Hendrixem (zm. 2003)
- 30 grudnia – Davy Jones, brytyjski aktor, muzyk, wokalista grupy The Monkees (zm. 2012)

Data dzienna nieznana
- Jerzy Jurek, polski muzyk, akordeonista, profesor (zm. 2011)

## Zmarli
- 2 stycznia – Georg Schünemann, niemiecki muzykolog i pedagog (ur. 1884)
- 3 stycznia – Fiodor Akimienko, rosyjski i ukraiński kompozytor i pianista (ur. 1876)
- 16 stycznia
  - Róża Etkin, polska pianistka żydowskiego pochodzenia (ur. 1908)
  - Lew Sztejnberg, radziecki dyrygent i kompozytor; Ludowy Artysta ZSRR (ur. 1870)
- 27 stycznia – Gideon Klein, czeski pianista i kompozytor żydowskiego pochodzenia (ur. 1919)
- 30 stycznia – Herbert L. Clarke, amerykański kornecista, kompozytor (ur. 1867)
- 25 lutego – Mário de Andrade, brazylijski poeta, prozaik, muzykolog, historyk i krytyk sztuki, fotograf (ur. 1893)
- 2 marca – Jean-Baptiste Lemire, francuski kompozytor (ur. 1867)
- 6 marca – Rudolf Karel, czeski kompozytor (ur. 1880)
- 14 marca – Francisco Braga, brazylijski kompozytor (ur. 1868)
- 27 marca – Ernst Stieberitz, niemiecki kompozytor muzyki marszowej (ur. 1877)
- 12 kwietnia – Peter Raabe, niemiecki dyrygent i muzykolog (ur. 1872)
- 29 kwietnia – Dezső Antalffy-Zsiross, węgierski organista i kompozytor (ur. 1885)
- 26 czerwca – Nikołaj Czeriepnin, rosyjski kompozytor, pedagog muzyczny i dyrygent (ur. 1873)
- 28 czerwca – Kazimierz Garbusiński, polski kompozytor, muzyk, pedagog, organizator życia muzycznego (ur. 1883)
- 8 lipca – Józef Ozimiński, polski skrzypek i dyrygent, pedagog (ur. 1874)
- 24 lipca – Rosina Storchio, włoska śpiewaczka operowa (sopran) (ur. 1876)
- 2 sierpnia
  - Pietro Mascagni, włoski kompozytor operowy (ur. 1863)
  - Emil Nikolaus von Rezniček, austriacki kompozytor czeskiego pochodzenia (ur. 1860)
- 17 sierpnia – Gino Marinuzzi, włoski dyrygent i kompozytor (ur. 1882)
- 23 sierpnia – Leo Borchard, niemiecki dyrygent rosyjskiego pochodzenia (ur. 1899)
- 10 września – Väinö Raitio, fiński kompozytor (ur. 1891)
- 15 września – Anton Webern, austriacki kompozytor współczesny (ur. 1883)
- 16 września – John McCormack, irlandzki śpiewak operowy (tenor) (ur. 1884)
- 18 września – Blind Willie Johnson, afroamerykański muzyk gospel i blues, wokalista i gitarzysta (ur. 1897)
- 26 września – Béla Bartók, węgierski kompozytor, pianista (ur. 1881)
- 29 września – Norbert von Hannenheim, austro-węgierski kompozytor narodowości niemieckiej (ur. 1898)
- 3 listopada – Alessandro Longo, włoski kompozytor, muzykolog (ur. 1864)
- 11 listopada – Jerome Kern, amerykański kompozytor muzyki rozrywkowej (ur. 1885)
- 29 listopada – Feliks Władysław Starczewski, polski kompozytor, pianista, pedagog i publicysta muzyczny (ur. 1868)
- 8 grudnia – Aleksandr Siloti, rosyjski pianista, dyrygent, kompozytor (ur. 1863)
- 26 grudnia – Stefan Marian Stoiński, polski etnograf, dyrygent, kompozytor i pedagog (ur. 1891)

## Albumy
- polskie
- zagraniczne
  - Merry Christmas – Bing Crosby
  - Selections from Going My Way – Bing Crosby

## Muzyka poważna
- Powstaje Tell This Blood Lukasa Fossa
- Powstaje Song of Anguish Lukasa Fossa